# آیهان گزن
آیهان گزن (انگلیسی: Ayhan Gezen؛ زادهٔ ۲۳ ژوئن ۱۹۷۲) بازیکن فوتبال اهل ترکیه است.
از باشگاه‌هایی که در آن بازی کرده‌است می‌توان به باشگاه فوتبال قوت-وایس ارفورت، باشگاه فوتبال دینامو برلینر، و باشگاه فوتبال هرتابرلین اشاره کرد.